# امیل کوست
امیل کوست (فرانسوی: Émile Coste‎؛ ۲ فوریهٔ ۱۸۶۲ – ۷ ژوئیهٔ ۱۹۲۷) شمشیرباز اهل فرانسه بود.
از افتخارات وی میتوان به کسب مدال طلا فلوره انفرادی در بازی‌های المپیک تابستانی ۱۹۰۰ اشاره کرد.